# Пеле (1991)
Жуділсон Мамаду Тункара Гоміш (порт. Judilson Mamadu Tuncara Gomes, нар. 29 вересня 1991, Агуалва-Касень), більш відомий як Пеле (порт. Pelé) — футболіст Гвінеї-Бісау, півзахисник «Монако» і національної збірної Гвінеї-Бісау. На правах оренди грає за «Фамалікан».

## Клубна кар'єра
Народився 29 вересня 1991 року в місті Агуалва-Касен в родині вихідців з Гвінеї-Бісау. Вихованець юнацької команди футбольного клубу «Белененсеш».
У дорослому футболі дебютував 2009 року виступами за «Белененсеш», в якому провів два сезони, взявши участь у 32 матчах чемпіонату.
Своєю грою привернув увагу представників тренерського штабу «Дженоа», до складу якого приєднався в липні 2011 року, проте вже через місяць перейшов в «Мілан», який став співвласником футболіста. В складі «росонері» виступав за молодіжну команду.
Влітку 2012 року на правах оренди перейшов до складу київського «Арсенала», де провів весь наступний сезон, проте закріпитися в команді не зумів, зігравши за цей час лише 5 матчів в чемпіонаті і два в національному кубку.
Влітку 2013 року, незабаром після повернення до Мілану, був відданий в оренду до «Ольяненсе», а ще за рік — в рідний «Белененсеш».
2015 року уклав контракт з лісабонської «Бенфікою», проте відразу ж був знову відданий в оренду, цього разу до «Пасуш ді Феррейра», де й провів наступний сезон.
У 2017 виступав на правах оренди за «Фейренсі».
Виступаючи за «Фейренсі» привернув увагу представників клубу «Ріу Аве», де виступав з 2017 по 2018 рік.
2018 року приєднався до складу «Монако». З 2019 по 2020 виступав на правах оренди за англійські «Ноттінгем Форест» і «Редінг». Того ж року був орендований португальським «Ріу Аве», за який вже виступав раніше

## Виступи за збірні
2009 року дебютував у складі юнацької збірної Португалії, взяв участь у 13 іграх на юнацькому рівні, відзначившись 1 забитими голами.
З 2010 року залучався до складу молодіжної збірної Португалії. У 2011 році був включений в заявку молодіжної збірної Португалії на молодіжний чемпіонат світу. На турнірі провів всі сім матчів і в підсумку португальці зайняли друге місце, поступившись одноліткам з Бразилії у фіналі.
Всього на молодіжному рівні зіграв у 22 офіційних матчах, забив 2 голи.